# William Thomas Sampson
William Thomas Sampson (ur. 9 lutego 1840 w Palmyrze, zm. 6 maja 1902 w Waszyngtonie) − amerykański oficer marynarki, kontradmirał dowodzący North Atlantic Station podczas wojny amerykańsko-hiszpańskiej, zwycięzca w bitwie pod Santiago de Cuba 3 lipca 1898 roku.

## Życiorys
William T. Sampson wstąpił do United States Naval Academy w 1857 roku i ukończył ją z pierwszą lokatą cztery lata później. Podczas wojny secesyjnej służył na monitorze USS „Patapsco” i przeżył zatopienie tego okrętu 15 stycznia 1865 roku. Przez kolejne lata zajmował różne stanowiska na morzu i lądzie, w 1886 roku został mianowany superintendentem Akademii Marynarki Wojennej, zaś w 1893 roku szefem Biura Uzbrojenia US Navy. 15 czerwca 1897 roku objął dowodzenie na nowym pancerniku USS „Iowa”.
Dwa dni po eksplozji USS „Maine”, 17 lutego 1898 roku, William T. Sampson został szefem komisji, mającej przeprowadzić dochodzenie w sprawie przyczyn katastrofy, która stała się bezpośrednią przyczyną wybuchu wojny amerykańsko-hiszpańskiej. 26 marca 1898 roku został dowódcą North Atlantic Station w stopniu tymczasowego kontradmirała. Po wypowiedzeniu wojny Hiszpanii, w czerwcu skutecznie zablokował hiszpańską eskadrę admirała Pascuala Cervery w zatoce Santiago de Cuba, zaś 3 lipca 1898 roku wraz z komodorem Winfieldem Schleyem rozgromił ją w pięciogodzinnej bitwie. Autorstwo tego zwycięstwa stało się przedmiotem kontrowersyjnej debaty, ponieważ Sampson, głównodowodzący sił blokadowych, nie był obecny podczas samej bitwy, dołączając ze swym okrętem flagowym, USS „New York”, dopiero pod koniec starcia. Ostatecznie obydwaj adwersarze zostali awansowani na stopnie admiralskie, chociaż konflikt ten odbił się negatywnie na zdrowiu i karierze każdego z nich.
Po zakończeniu wojny admirał Sampson brał udział w rozmowach pokojowych, zaś od 1899 roku został komendantem stoczni marynarki w Bostonie. 9 lutego 1902 roku przeszedł na emeryturę z powodu złego stanu zdrowia i zmarł 6 maja tegoż roku. Został pochowany na Cmentarzu Narodowym w Arlington. Na jego cześć nazwę USS Sampson nosiły cztery okręty US Navy, zaś w 1901 roku ustanowiony został Medal Sampsona dla jego podkomendnych, weteranów walk wojny amerykańsko-hiszpańskiej.